# 根室第一飛行場
根室第一飛行場（ねむろだいいちひこうじょう）とは、根室市花咲港ワッタラウス浜に存在した大日本帝国海軍の不時着用陸上飛行場。950m×300mおよび850m×300mの2つの転圧滑走路面を持ち、格納庫を2棟備えていた。総面積198ヘクタール。

## 沿革
- 1932年10月24日 - 第一期工事着工[2]。
- 1932年11月21日 - 第1期工事完成。
- 1945年 - 終戦。戦後は農地となる。